# Thịt chó
Thịt chó, còn được gọi là thịt thơm, là thịt có nguồn gốc từ chó. Trong lịch sử, việc tiêu thụ thịt chó đã được ghi nhận ở nhiều nơi trên thế giới.
Vào thế kỷ 21, thịt chó được tiêu thụ ở mức độ hạn chế tại Cambodia, Trung Quốc, Ấn Độ, Indonesia, Ghana, Lào, Nigeria, Hàn Quốc, Thụy Sĩ, và Việt Nam. Ở những khu vực này, tính hợp pháp của việc tiêu thụ thịt chó khác nhau tùy thuộc vào một số quốc gia cho phép hoặc không có lệnh cấm trên toàn quốc. Người ta ước tính vào năm 2014 rằng trên toàn thế giới, 25 triệu con chó bị con người ăn thịt mỗi năm.
Một số nền văn hóa coi việc tiêu thụ thịt chó là một phần trong ẩm thực truyền thống, nghi lễ hoặc hàng ngày của họ, và các nền văn hóa khác coi việc tiêu thụ thịt chó là điều cấm kỵ, ngay cả khi nó đã được tiêu thụ trong quá khứ. Ý kiến cũng khác nhau đáng kể ở các khu vực khác nhau trong các quốc gia khác nhau.

## Phong tục ăn thịt chó tại các quốc gia
Tại các nước như Việt Nam, Hàn Quốc, Trung Quốc, thịt chó là món ăn khoái khẩu và được tiêu thụ nhiều, trong khi đó tại nhiều quốc gia phương Tây và Hồi giáo, việc giết chó làm thịt và ăn thịt chó (và mèo) được coi là tàn bạo và bị cấm. Loài người không phải là loài duy nhất thích ăn thịt chó, loài báo hoa mai được biết như là những kẻ thèm thịt chó và sẵn sàng liều lĩnh xông vào nhà dân để giết chó nuôi. 
Có 11 vùng lãnh thổ trên thế giới phổ biến việc ăn thịt chó, bao gồm: Trung Quốc, Indonesia, Triều Tiên và Hàn Quốc, México, Philippines, Polynesia, Việt Nam, người Eskimo sống ở Bắc Cực, và Thụy Sĩ.

### Việt Nam

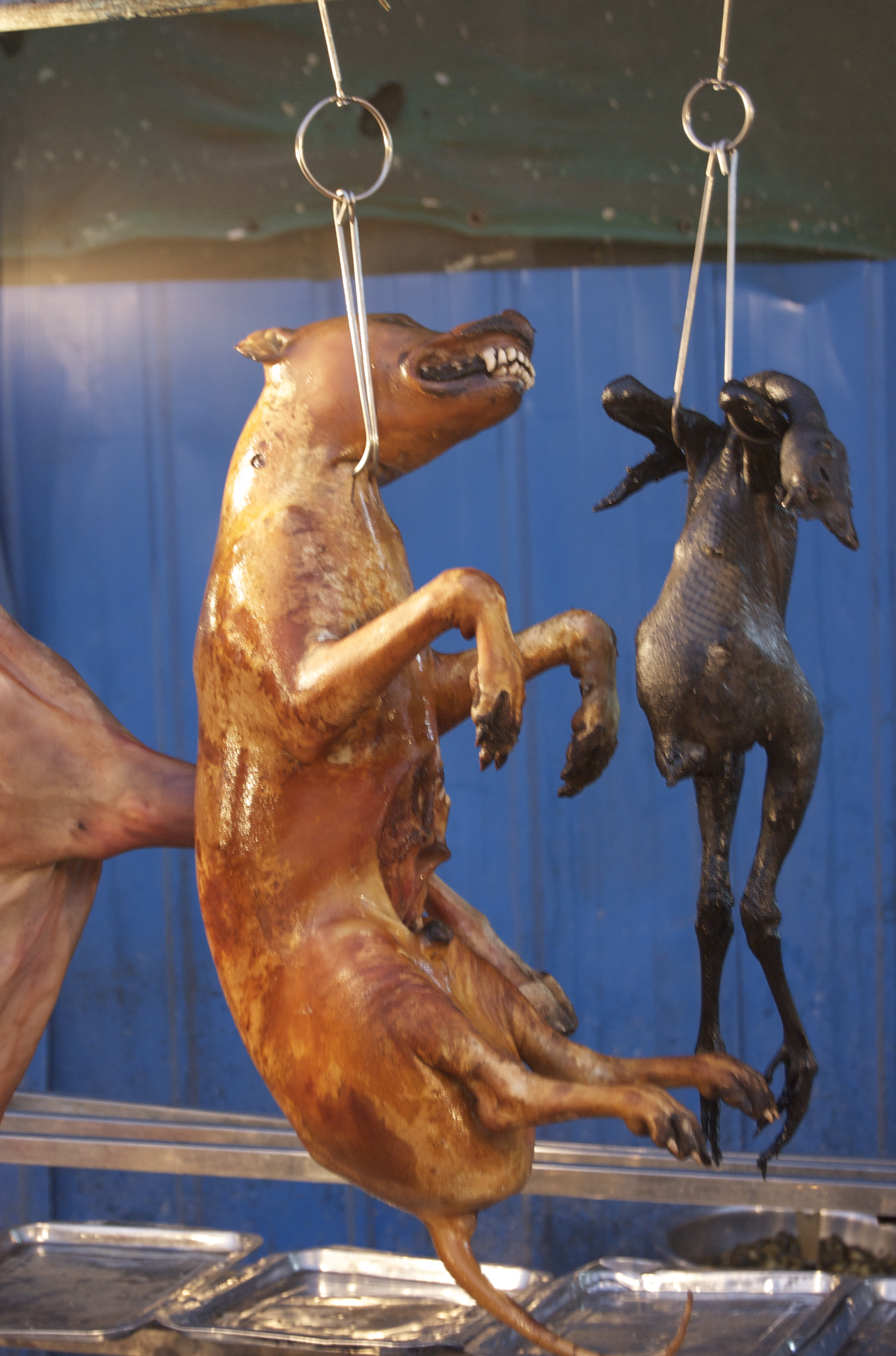
Chó nguyên con treo trên giá sắt sau khi được quay chín

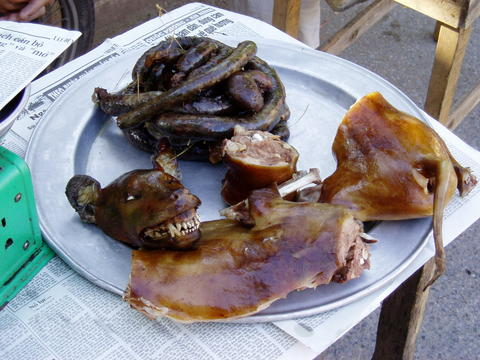
Thịt chó đã được sơ chế ở ngoại thành Hà Nội

Việt Nam là nước ăn thịt chó nhiều thứ 2 thế giới với 5 triệu con chó được làm thịt và tiêu thụ mỗi năm. Chó ở Việt Nam dùng làm thịt thường là chó cỏ không phải các loại chó cảnh vì được cho là vừa đắt vừa không ngon.
Ở miền Bắc Việt Nam, thịt chó được một số lượng lớn dân cư đặc biệt ưa chuộng. Những vùng thịt chó nổi tiếng (hoặc đã từng nổi tiếng) đến mức được định danh thương hiệu (một cách không chính thức) có thể kể đến "thịt chó Nhật Tân" (Hà Nội), "thịt chó Vân Đình" (Hà Nội), "thịt chó Việt Trì" (Phú Thọ), "thịt chó Tiên Lãng" (Hải Phòng), "thịt chó Cầu Vòi" (Nam Định).
Theo cố Giáo sư Trần Quốc Vượng, cội nguồn của việc ăn thịt chó tại Việt Nam bắt đầu từ lễ hiến tế chó trong tín ngưỡng dân gian. Người ăn đầu tiên là thầy cúng, thầy phù thủy mà cũng chỉ ăn lén vào lúc tối trời, đêm hôm. Do mặc cảm nên thời đó chẳng ai nói toạc ra là ăn thịt chó. Do kiêng kỵ nên người ta nói chệch là ăn thịt cầy, mộc tồn ("cây còn" nói lái của "con cầy").
Thịt chó thường được các đầu bếp Việt Nam chế biến thành các món: thịt luộc (biến thể là hấp hoặc phay); dồi nướng; lòng hấp; thịt nướng (biến thể là quay, chả chìa); nhựa mận (biến thể là xào lăn); xáo măng (biến thể là lẩu). Các gia vị chính để chế biến món thịt chó là: sả, riềng, mẻ, mắm tôm, lá mơ trắng. Các đồ ăn và rau thơm đi kèm: bánh đa, húng chó, hành sống, mơ tam thể, củ sả, ớt trái,.. Tuy phổ biến khái niệm "thịt chó bảy món", "cầy tơ bảy món", nhưng đó chỉ là con số có tính giả định, thực tế số lượng các món thịt chó có thể nhiều ít tùy theo người đầu bếp. Ngoài các món thịt chó truyền thống như các món thịt luộc, xáo, rựa mận, xương, dồi, chả nướng, đùi, có nơi người ta đã chế biến thịt chó thành nhiều món mới như giả chuột, giả trâu, giả chim, giả dê, giả bò, gan nướng lá na, v.v... Bên cạnh các món ăn thịt chó truyền thống còn xuất hiện các món ăn mới được phát triển như lẩu chó, chó quay, giò chó, dăm-bông chó... Bằng nhiều cách thức chế biến sáng tạo, người Việt đã tạo nên sự đa dạng các món ăn từ thịt chó. Tuy thịt chó thường đi liền với húng chó, riềng, sả... nhưng đặc biệt nhất vẫn là mắm tôm. Đồ uống thường sử dụng với thịt chó là rượu đế; bia.
Quan niệm người Việt từ trước đến nay vẫn cho rằng: ăn thịt chó đầu năm, đầu tháng thì sẽ không tốt, không gặp may mắn trong cả năm, cả tháng đó; nhưng ăn thịt chó vào cuối năm, cuối tháng hoặc sau khi gặp một chuyện không hay thì lại là xua đuổi cái "vận đen" đi. Thịt chó cũng được sử dụng trong các dịp cỗ bàn, gặp mặt, cảm ơn, hội họp, quà tặng.
Trước đây, phần lớn chó ở Việt Nam bị người nhà tự giết thịt hoặc bán lấy tiền, nhưng gần đây, ngày càng nhiều người Việt Nam coi chó là một thành viên trong gia đình chứ không phải là tài sản để bán, là vật nuôi lấy thịt như trước. Để đáp ứng nhu cầu thịt chó cho các cửa hàng, rộ lên tình trạng câu trộm, bắt trộm chó gây nhiều bức xúc trong dư luận và người dân, nhưng pháp luật Việt Nam lại không có quy định đủ mạnh để răn đe tội phạm bắt trộm chó (các nhà làm luật Việt Nam vẫn coi chó chỉ là một thứ tài sản rẻ tiền, trong khi thực tế nhiều người Việt Nam rất yêu quý và coi chú chó là một thành viên trong gia đình). Kết quả là nhiều vụ bắt trộm chó dẫn tới hậu quả nghiêm trọng (trộm chó bắn chết chủ nhà khi họ cố bảo vệ chó, hoặc kẻ trộm bị người dân bắt được và hành hung đến chết do quá bức xúc).
Tại miền Nam Việt Nam, việc ăn thịt chó trước kia không phổ biến (do người Pháp cai trị vùng này rất cấm kỵ việc ăn thịt chó). Chỉ từ sau 1954, khi người Công giáo từ miền Bắc di cư vào thì người miền Nam mới biết đến thịt chó một cách phổ biến. Nhiều vùng có đông người Công giáo di cư như Hố Nai, Biên Hòa... có nhiều quán thịt chó. Tại Sài Gòn, người ta dễ tìm thấy các quán thịt chó ở quận Tân Bình, Gò Vấp...

### Hàn Quốc
Người Triều Tiên cũng rất thích món thịt chó. Seoul (Hàn Quốc) từng có cả một "phố thịt chó". Từng có thời điểm trên toàn nước Hàn Quốc có tới khoảng 17.000 trang trại chó, chuyên nuôi để giết thịt.
Đầu thập niên 2000, khoảng hơn 2 triệu con chó ở Hàn Quốc bị giết thịt mỗi năm, mang lại doanh thu hơn 2 tỷ USD. Đối với người dân Hàn Quốc, thịt chó là một món ngon khó cưỡng. Tuy nhiên các món thịt chó Triều Tiên có phương thức chế biến khác Việt Nam. Thường thường thịt chó được người Triều Tiên rất quý, khi mổ chó họ hay cất giữ tủ lạnh và lấy ra dùng dần bằng cách cho vào nồi cùng với các loại rau, nấm nấu dưới dạng lẩu.
Tuy nhiên, cùng với sự phản đối ngày càng nhiều của các tổ chức bảo vệ động vật và dư luận quốc tế, người Hàn Quốc đang dần thay đổi thói quen và phong tục ăn thịt chó. Tại Thế vận hội năm 1988 tại Seoul, Giải bóng đá vô địch thế giới 2002 và Thế vận hội Mùa đông 2018, chính phủ Hàn Quốc phải cho đóng cửa các nhà hàng bán món này để tránh bị những người phương Tây yêu động vật kêu gọi tẩy chay.
Năm 2007, Quốc hội Hàn Quốc thông qua Luật Bảo vệ Động vật, quy định hành vi buôn bán, giết mổ chó một cách dã man là bất hợp pháp. Sau khi đạo luật này được thông qua, nhà chức trách Hàn Quốc đã bắt đầu xử lý, trừng phạt những người hành hạ, ngược đãi và sát hại dã man các loài động vật nuôi, nhất là loài chó. Năm 2016, Chính phủ Hàn Quốc đã ra lệnh cấm tự giết mổ chó và di dời các lò mổ tại chợ Moran, chợ thịt chó lớn nhất nước này. Đây được xem là một bước đi mới trong việc chấm dứt truyền thống ăn thịt chó tại nước này. Theo BBC, trước kia Seoul từng có 1.500 cửa hàng thịt chó thì nay đã giảm xuống chỉ còn 700 cửa hàng.
Hàn Quốc cũng đẩy mạnh chiến dịch vận động nhằm kêu gọi mọi người không ăn thịt chó. Dưới sức ép mạnh mẽ và những chiến dịch vận động quyết liệt, thói quen ăn thịt chó trong xã hội Hàn Quốc đã có những thay đổi. Năm 2015, chỉ còn khoảng 30% người Hàn Quốc còn ăn thịt chó và 59% người trẻ Hàn Quốc dưới 30 tuổi hoàn toàn chưa từng ăn thịt chó. Trong đó, 62% số người nói rằng chó là vật nuôi chứ không phải thực phẩm, và việc ăn thịt chó là một "nét văn hóa lỗi thời" cần được loại bỏ "Is it true that Korea consumes 1 million dogs per year?". SBS News. ngày 9 tháng 9 năm 2021.</ref>.
Hồi tháng 11/2018, chính quyền TP Seongnam đã đóng cửa Taepyeong, lò giết mổ chó lớn nhất Hàn Quốc. Đây là thông điệp cho thấy xã hội Hàn Quốc ngày càng không hoan nghênh thịt chó. Vào tháng 6/2018, khoảng 70% người dân Hàn Quốc khẳng định họ sẽ không ăn thịt chó, so với mức 44% hồi 2015. Đầu năm 2019, hai dự luật được trình lên quốc hội Hàn Quốc với nội dung loại trừ chó khỏi danh mục gia súc và cấm dùng thức ăn thừa nuôi chó trong trang trại, nếu được thông qua thì sẽ mở đường cho việc cấm thịt chó

### Nhật Bản
Mặc dù đại đa số người Nhật không ăn thịt chó, nhưng có thông tin cho rằng hơn 100 cửa hàng ở nước này đã bán thịt chó nhập khẩu, chủ yếu cho khách hàng là người Zainichi. Ở Nhật Bản có niềm tin rằng một số loài chó có sức mạnh đặc biệt trong tôn giáo Thần đạo và Phật giáo của họ. Vào năm 675 sau Công nguyên, Thiên hoàng Tenmu đã ra sắc lệnh cấm tiêu thụ nó từ tháng 4 đến tháng 9 của năm. Theo Meisan Shojiki Ōrai (名産 諸 色 往来) xuất bản năm 1760, thịt chó rừng được bán cùng với lợn rừng, nai, cáo, sói, gấu, rái cá, chồn và mèo ở một số vùng của Edo.

### Indonesia

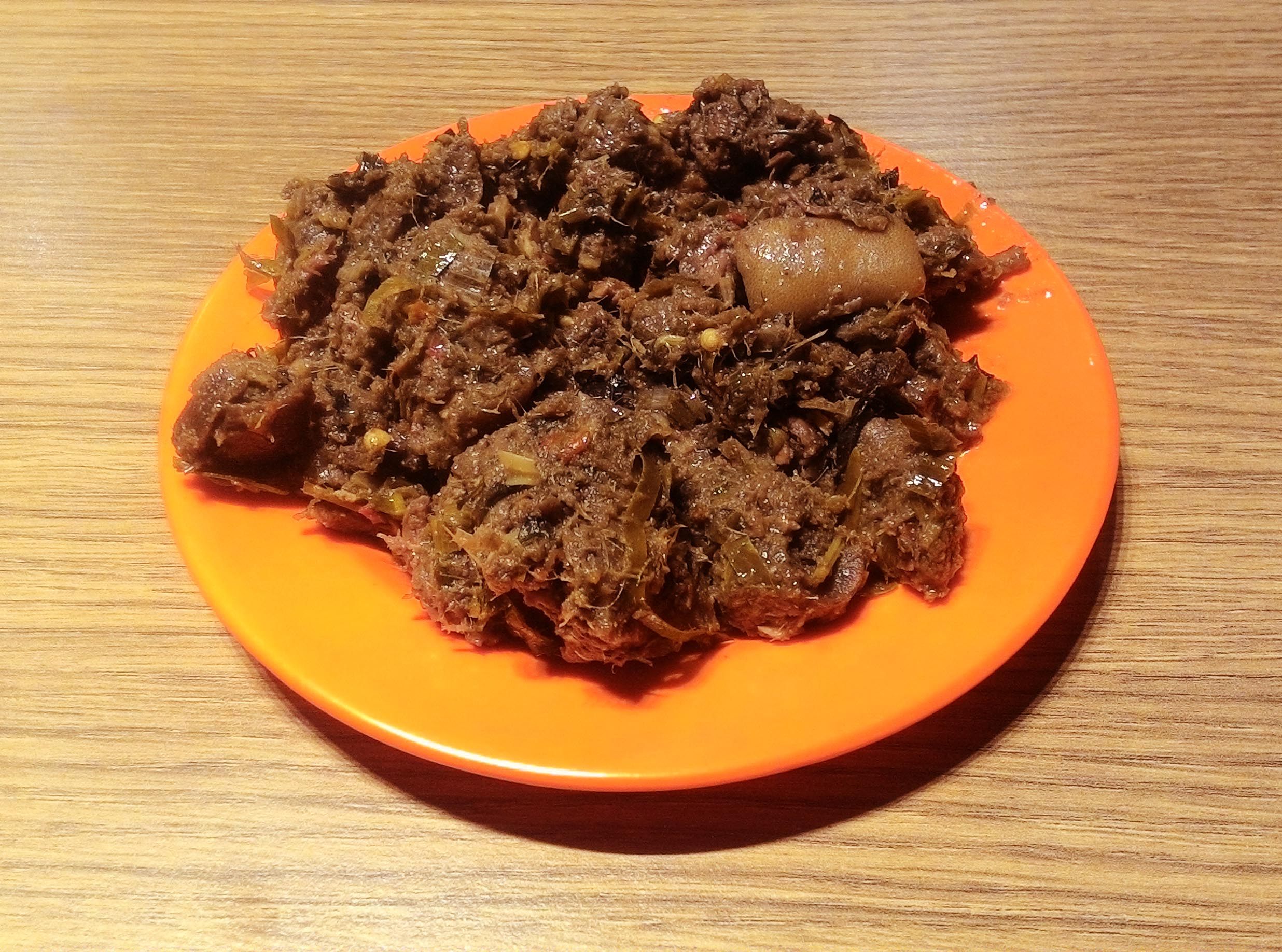
Rintek wuuk (RW), một món thịt chó Manado từ Bắc Sulawesi

Indonesia chủ yếu là người theo đạo Hồi, một tín ngưỡng coi thịt chó, cùng với thịt lợn, là "haram" (theo nghi thức không sạch sẽ). Thời báo New York đã đưa tin rằng mặc dù vậy, việc tiêu thụ thịt chó đang ngày càng phổ biến đối với người Hồi giáo và các nhóm dân tộc khác trong nước do giá rẻ và lợi ích về sức khỏe hoặc y học.
Mặc dù dữ liệu đáng tin cậy về việc buôn bán thịt chó rất khan hiếm, nhưng các nhóm phúc lợi khác nhau ước tính rằng ít nhất 1 triệu con chó bị giết mỗi năm để ăn thịt. Chỉ riêng trên hòn đảo nghỉ mát Bali, khoảng 60.000 đến 70.000 con chó bị giết thịt và ăn thịt mỗi năm, bất chấp những lo ngại kéo dài về sự lây lan của bệnh dại sau khi dịch bệnh bùng phát ở đó vài năm trước, theo Bali Animal Hiệp hội phúc lợi. Marc Ching, thành viên của Tổ chức Sức khỏe và Hy vọng Động vật tuyên bố vào năm 2017 rằng việc đối xử với những con chó ở Indonesia là cực kỳ tàn bạo so với bất kỳ nơi nào chúng bị giết để lấy thịt. Theo Rappler và The Independent, quy trình giết mổ chó ở Tomohon, Sulawesi đã khiến một số người trong số họ bị thổi ngạt còn sống.
Việc tiêu thụ thịt chó thường gắn liền với văn hóa Minahasa của Bắc Sulawesi, văn hóa Maluku, văn hóa Toraja, các dân tộc thiểu số khác nhau từ Đông Nusa Tenggara, và người Batak ở phía bắc Sumatra. Mã cho các nhà hàng hoặc đại lý bán thịt chó là "RW", viết tắt của rintek wuuk (từ ngữ Minahasan có nghĩa là "lông mịn") hoặc "B1" viết tắt của biang (tiếng Batak cho chó cái hoặc "chó cái").
Món thịt chó phổ biến của Indonesia là món thịt cay Minahasan được gọi là rica-rica. Thịt chó rica-rica được gọi cụ thể là rica-rica "RW", viết tắt của Rintek Wuuk trong ngôn ngữ Minahasan, có nghĩa là "lông mịn" như một cách nói hoa mỹ ám chỉ lông mịn có trong thịt chó nướng.  Nó được người Toraja nấu thành món Patong và Saksang "B1" (viết tắt của Biang có nghĩa là "chó" hoặc "chó cái" trong phương ngữ Batak) bởi người Batak ở Bắc Sumatra. Tại Java, có một số món ăn làm từ thịt chó, sate jamu (tiếng lóng: "sa tế thuốc"), và kambing balap (tiếng lóng: "dê đua"). Asu là tiếng Java có nghĩa là "con chó".
Việc tiêu thụ thịt chó ở Indonesia đã gây chú ý trong cuộc bầu cử Tổng thống Mỹ năm 2012 khi đương kim Barack Obama bị đối thủ chỉ ra rằng đã ăn thịt chó do cha dượng người Indonesia Lolo Soetoro phục vụ khi Obama còn sống ở nước này. Obama đã viết về trải nghiệm ăn thịt chó của mình trong cuốn sách "Những giấc mơ của cha tôi" và tại Bữa tối của các phóng viên Nhà Trắng năm 2012, ông đã nói đùa về việc ăn thịt chó.
Theo Lyn White của Animals Australia, việc tiêu thụ thịt chó ở Bali không phải là một truyền thống lâu đời. Cô cho biết món thịt này đầu tiên đến từ một nhóm dân tộc theo đạo Cơ đốc đến Bali, nơi một bộ phận thiểu số người nhập cư làm việc trong ngành khách sạn đã thúc đẩy hoạt động buôn bán.
Vào tháng 6 năm 2017, một báo cáo điều tra đã phát hiện ra rằng khách du lịch ở Bali đang vô tình ăn thịt chó được bán bởi những người bán hàng rong.

### Trung Quốc

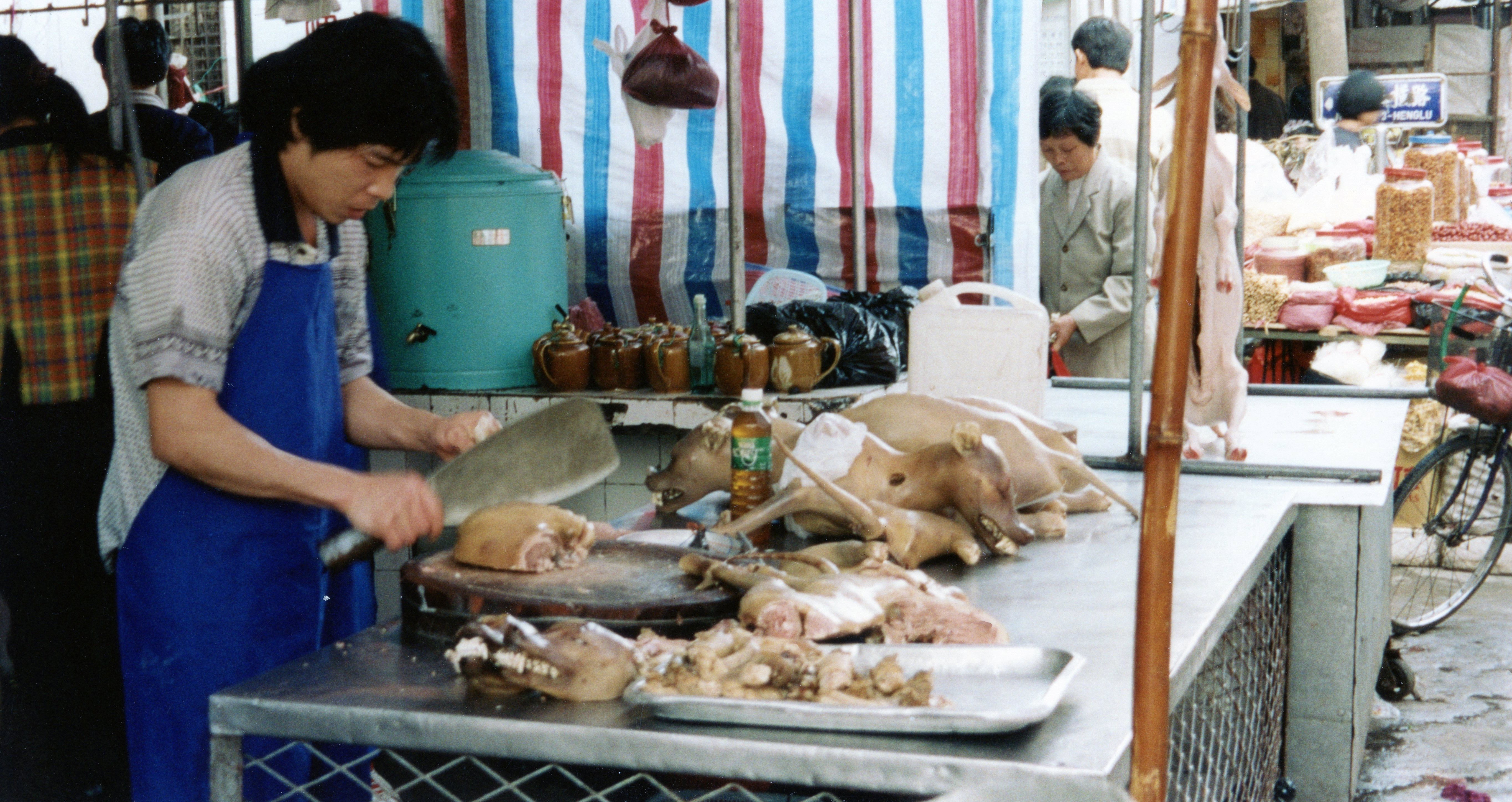
Xẻ thịt chó ở Quảng Đông, Trung Quốc

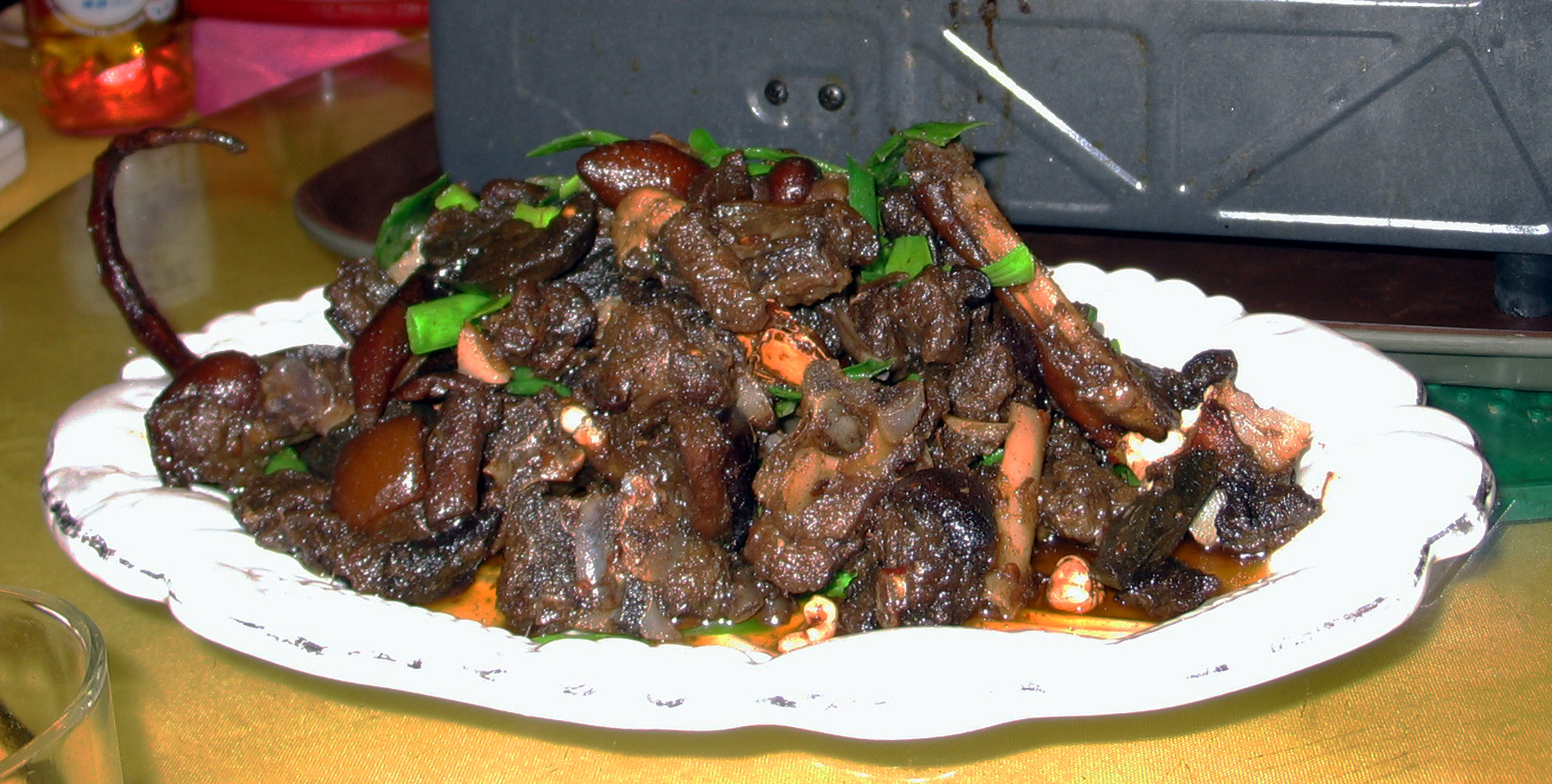
Một đĩa thịt chó tại Quế Lâm, Trung Quốc

Món thịt chó rất phổ biến ở Trung Quốc với số lượng 20 triệu con mỗi năm, đưa nước này thành nước tiêu thụ thịt chó nhiều nhất thế giới. Tiêu thụ thịt chó là hợp pháp ở Trung Quốc đại lục và Bộ Nông nghiệp Trung Quốc chưa bao giờ ban hành quy trình kiểm dịch giết mổ chó. Bán thịt chó như thực phẩm là vi phạm Luật An toàn Thực phẩm của Cộng hòa Nhân dân Trung Hoa. Theo Luật phòng chống dịch bệnh động vật của Cộng hòa Nhân dân Trung Hoa (Sửa đổi 2013), chó cần được tiêm phòng. Chó để ăn không được tiêm phòng, vì vậy vận chuyển hoặc bán thịt chó là bất hợp pháp.
Việc ăn thịt chó ở Trung Quốc có từ hàng ngàn năm trước. Thịt chó (tiếng Trung: 狗肉; bính âm: gǒu ròu) là nguồn thức ăn ở một số vùng từ khoảng 500 TCN và thậm chí có thể sớm hơn. Có ý kiến cho rằng chó sói ở miền nam Trung Quốc có thể đã được thuần hóa để dùng như một nguồn thịt. Nhà triết học Mạnh Tử, đã nói về thịt chó như là một loại thịt ăn được. Nó được cho là có đặc tính dược liệu, và đặc biệt phổ biến trong những tháng mùa đông ở miền bắc Trung Quốc, vì nó được cho là làm tăng nhiệt độ cơ thể sau khi ăn và làm ấm người. Các ghi chép lịch sử đã cho thấy trong thời kỳ khan hiếm thực phẩm (như trong các tình huống chiến tranh), thịt chó cũng được dùng như một nguồn thực phẩm khẩn cấp.
Tại Trung Quốc, có những vùng hàng năm có hẳn một lễ hội giết chó, khoảng 5000 tới 15000 con chó bị giết trong các ngày lễ này. Thịt chó cũng là một thực phẩm bổ dưỡng cho các phi công lái tàu vũ trụ của Trung Quốc 
Trung Quốc đã tổ chức lễ hội thịt chó ở thành phố Ngọc Lâm (tỉnh Quảng Tây) và gặp phải phản ứng dữ dội của các nhà hoạt động vì quyền động vật.
Trước khi Thế vận hội Bắc Kinh 2008 diễn ra, chính phủ nước này đã yêu cầu các nhà hàng loại bỏ thịt chó ra khỏi thực đơn để không gây khó chịu cho du khách nước ngoài.

### Hồng Kông
Tại Hồng Kông, Pháp lệnh Chó và Mèo được Chính phủ Hồng Kông thuộc Anh đưa ra vào ngày 6 tháng 1 năm 1950. Pháp lệnh này nghiêm cấm việc giết mổ bất kỳ con chó hay con mèo nào để sử dụng làm thức ăn và án tù cho việc này. Vào tháng 2 năm 1998, một người Hồng Kông đã bị kết án một tháng tù giam và phạt hai nghìn đô la Hồng Kông vì đã săn chó đường phố để làm thức ăn. Bốn người đàn ông địa phương đã bị kết án 30 ngày tù vào tháng 12 năm 2006 vì đã giết hai con chó.

### Đài Loan
Thịt chó được một số người dân Đài Loan tin rằng có lợi cho sức khoẻ, bao gồm việc cải thiện tuần hoàn và tăng nhiệt độ cơ thể. Năm 2001, chính phủ Đài Loan áp đặt một lệnh cấm bán thịt chó, do áp lực của các nhóm phúc lợi động vật trong nước đồng thời mong muốn nâng cao nhận thức quốc tế, mặc dù có một số phản đối. Năm 2007, một luật khác đã được thông qua, tăng đáng kể tiền phạt dành cho người bán thịt chó. Tuy nhiên, các nhà vận động nhân quyền đã cáo buộc chính phủ Đài Loan không truy tố những người tiếp tục giết mổ và phục vụ thịt chó ở các nhà hàng.
Vào tháng 4 năm 2017, Đài Loan trở thành nước Đông Á đầu tiên chính thức cấm tiêu dùng thịt chó và thịt mèo cũng như phạt tù đối với những người giết và tra tấn thú vật. Đạo luật Bảo vệ Động vật được luật pháp thông qua nhằm mục đích trừng phạt việc bán, mua hoặc tiêu thụ thịt chó hoặc thịt mèo với mức phạt từ 50.000 Đài tệ đến 2 triệu Đài tệ. Những sửa đổi luật cũng tăng cường trừng phạt đối với những người cố tình làm hại động vật đến mức tối đa là 2 năm tù giam và phạt tiền từ 200.000 Đài tệ đến 2 triệu Đài tệ.

### Philippines
Tại Philippines, thịt chó được bán với giá 1,3 đô la/kg. Việc kinh doanh, bán thịt chó mang lại cho nước này khoản doanh thu gần 3,8 triệu đô la, và gần 500.000 con chó bị giết mỗi năm.

### Nigeria
Thịt chó được tiêu thụ tại nhiều cộng đồng khác nhau ở một số bang của Nigeria, bao gồm các bang Ondo, Akwa Ibom, Cross River, Plateau, Kalaba, Taraba và Gombe của Nigeria. Chúng được cho là có sức mạnh dược liệu tốt cho người ăn.
Vào cuối năm 2014, nỗi sợ mắc bệnh virus Ebola từ thịt rừng đã khiến ít nhất một tờ báo lớn ở Nigeria đã ám chỉ rằng ăn thịt chó là một lựa chọn tốt cho sức khỏe. Bài báo đó ghi nhận thịt chó được mua bán với số lượng rất lớn trong khi doanh số thịt rừng hun khói sụt giảm.

### Các quốc gia Tây phương

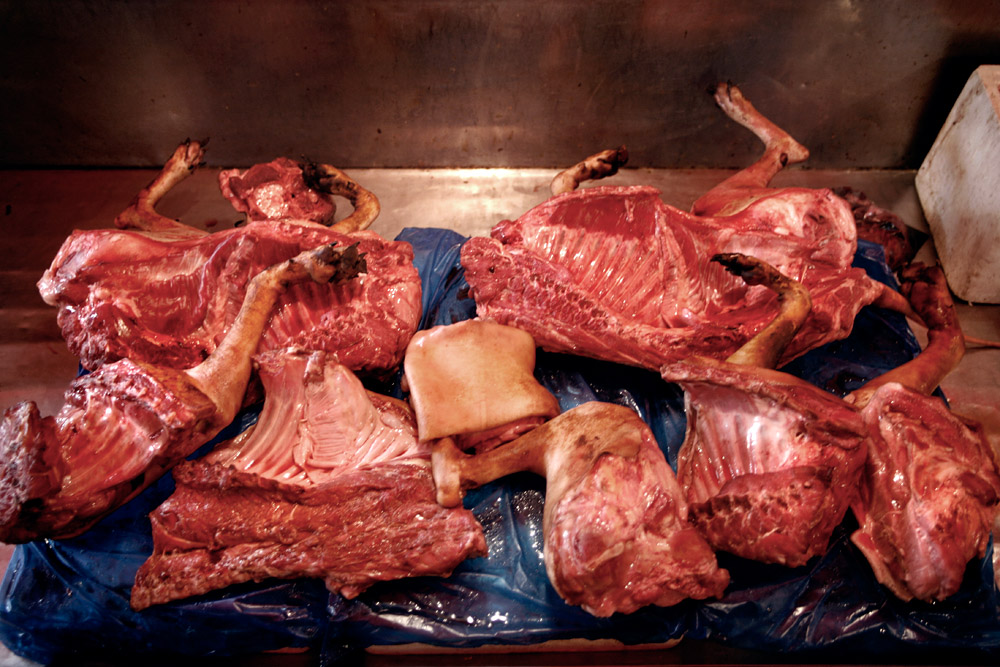
Thịt chó vừa được giết mổ

Hoàng thân Henrik của Đan Mạch, người từng có thời gian dài sống ở Việt Nam đã từng phát biểu rằng thịt chó là món khoái khẩu của ông 
Ở Thụy Sỹ, có khoảng 250 nghìn người - tức 3% dân số - vẫn ăn thịt chó thường xuyên .
Tuy nhiên, tại nhiều quốc gia Tây phương khác, việc giết chó làm thịt và ăn thịt chó được coi là tàn bạo và bị cấm. Đã từng có nhiều phong trào trên thế giới chống lại việc giết chó làm thịt tại Hàn Quốc, Việt Nam  và có đưa thành nghị quyết Liên Hợp Quốc.

### Các quốc gia Hồi giáo
Tại một số quốc gia theo Hồi giáo, việc giết chó làm thịt và ăn thịt chó bị coi là kinh tởm và bị cấm. Tuy vậy giáo lý Hồi giáo chỉ cấm tín đồ ăn thịt lợn, vì vậy trên lý thuyết những người theo đạo Hồi vẫn có thể ăn thịt chó.
Tại Syria, do chiến tranh, nhiều người bị đói, vì thế người dân ở đây được phép ăn thịt chó để khỏi chết đói.

## Hình ảnh

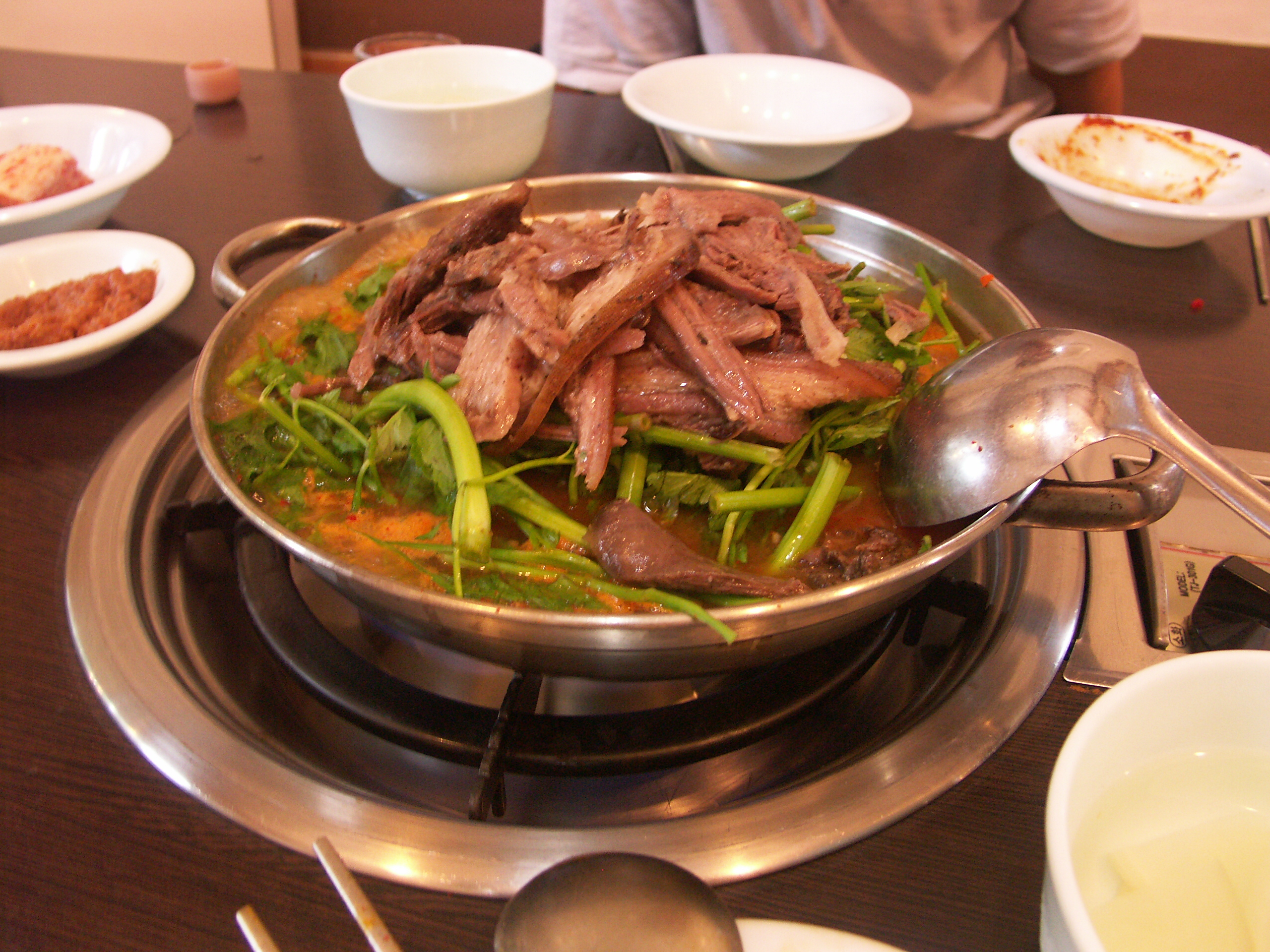
Món Gaegogi (thịt chó) hầm tại một nhà hàng ở Seoul, Hàn Quốc
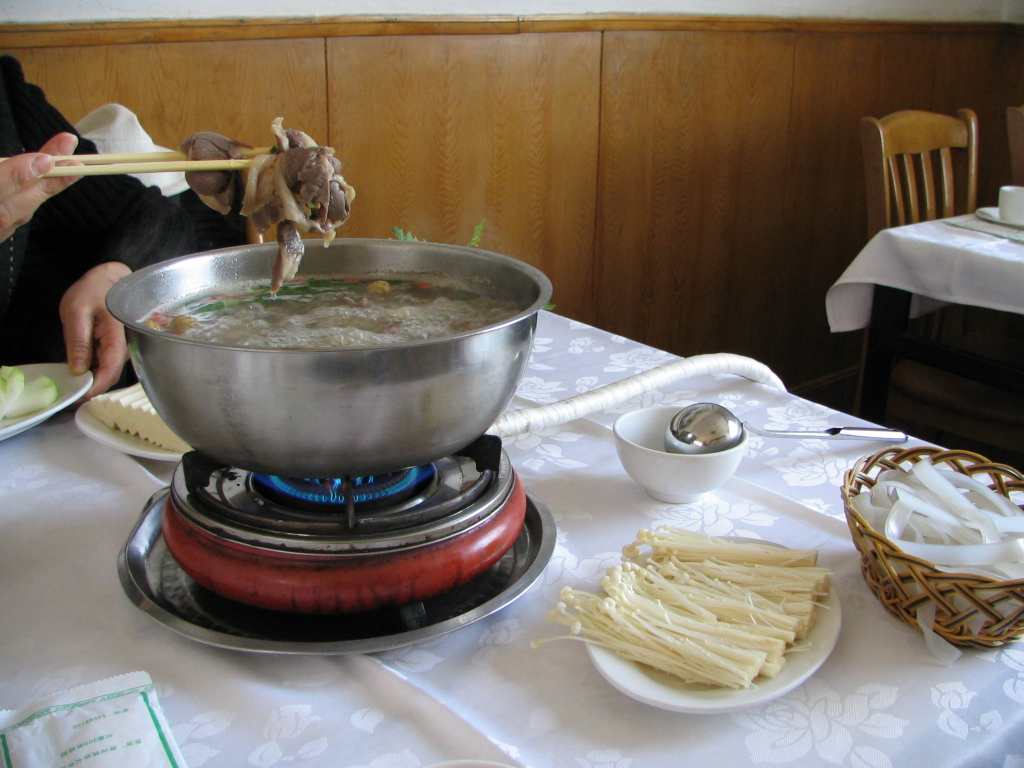
Một nồi lẩu với thịt chó ở Bắc Kinh, Trung Quốc
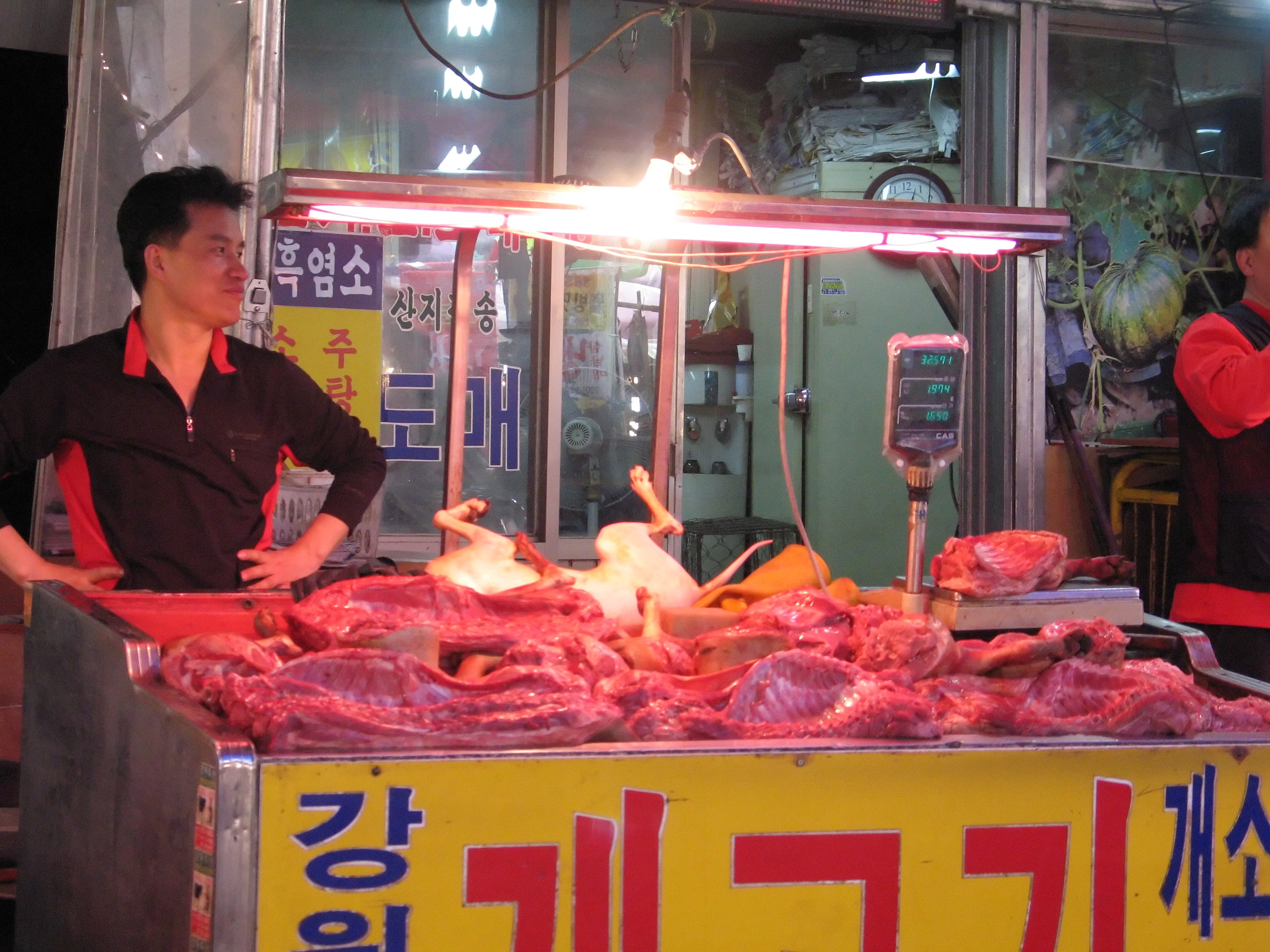
Một cửa hàng bán thịt chó tại chợ Gyeongdong, Seoul, Hàn Quốc.
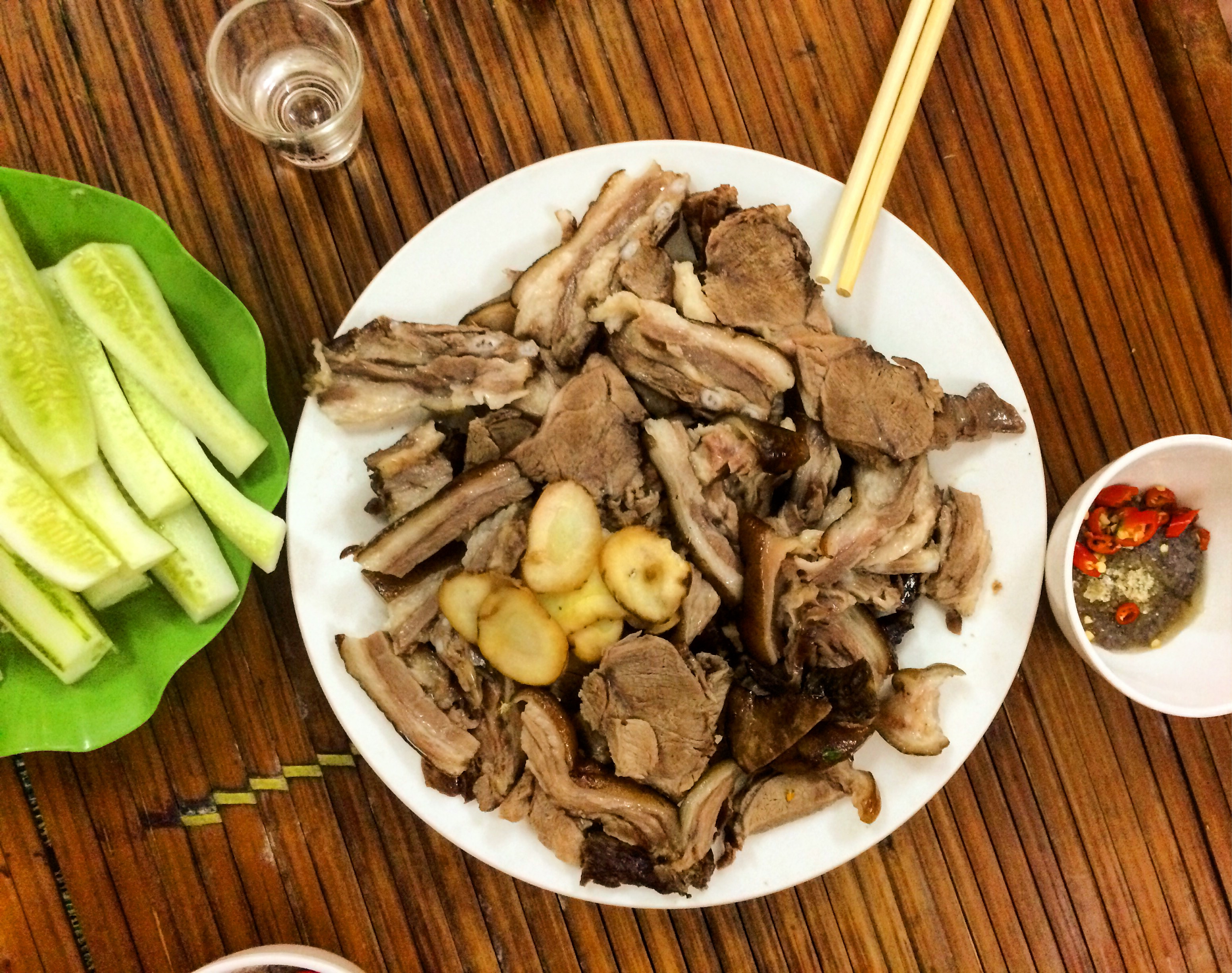
Thịt chó tại một nhà hàng ở Hà Nội